# Nathaniel Clyne
Nathaniel Edwin Clyne (* 5. April 1991 in London-Stockwell) ist ein englischer Fußballspieler. Er steht seit Oktober 2020 bei Crystal Palace unter Vertrag.

## Karriere

### Im Verein

#### Crystal Palace
Clyne, der in sozial schwierigen Verhältnissen im Südlondoner Bezirk Lambeth aufwuchs, fand in jungem Alter seinen „Weg von der Straße“ zu der von Freiwilligen ins Leben gerufenen gemeinnützigen Organisation Afewee. Dort fand er Halt und bewies schnell sein fußballerisches Talent. Er war dabei zunächst ein reiner „Flügelspieler“ und im Alter von zehn Jahren stellte er sich bei der Nachwuchsakademie des FC Arsenal vor. Die „Gunners“ stuften ihn jedoch als „zu klein“ ein. Bei Tottenham Hotspur zeigte man sich zwar interessiert, aber letztlich zog es ihn zu Crystal Palace, wo er auf Anhieb zu einem der spektakulärsten Jungspieler avancierte. Am 18. Oktober 2008 debütierte er in der ersten Mannschaften in der zweiten Liga. Im Saisonverlauf bestritt er weitere fünfundzwanzig Ligaspiele und beendete die Meisterschaft mit seiner Mannschaft auf dem fünfzehnten Tabellenplatz. In den beiden folgenden Spielzeiten etablierte er sich als Stammspieler, erreichte mit Palace jedoch jeweils nur einen Platz im unteren Tabellendrittel. Dank überdurchschnittlich guter Leistungen in der Saison 2011/12 wurde der 21-jährige Clyne im April 2012 ins PFA Team of the Year der zweiten Liga gewählt. Zuvor erhielt er bereits die Auszeichnung zum Spieler des Monats Oktober 2011. Nach einem weiteren Jahr in Südlondon wechselte er im Juli 2012 zum Erstligaaufsteiger FC Southampton.

#### FC Southampton

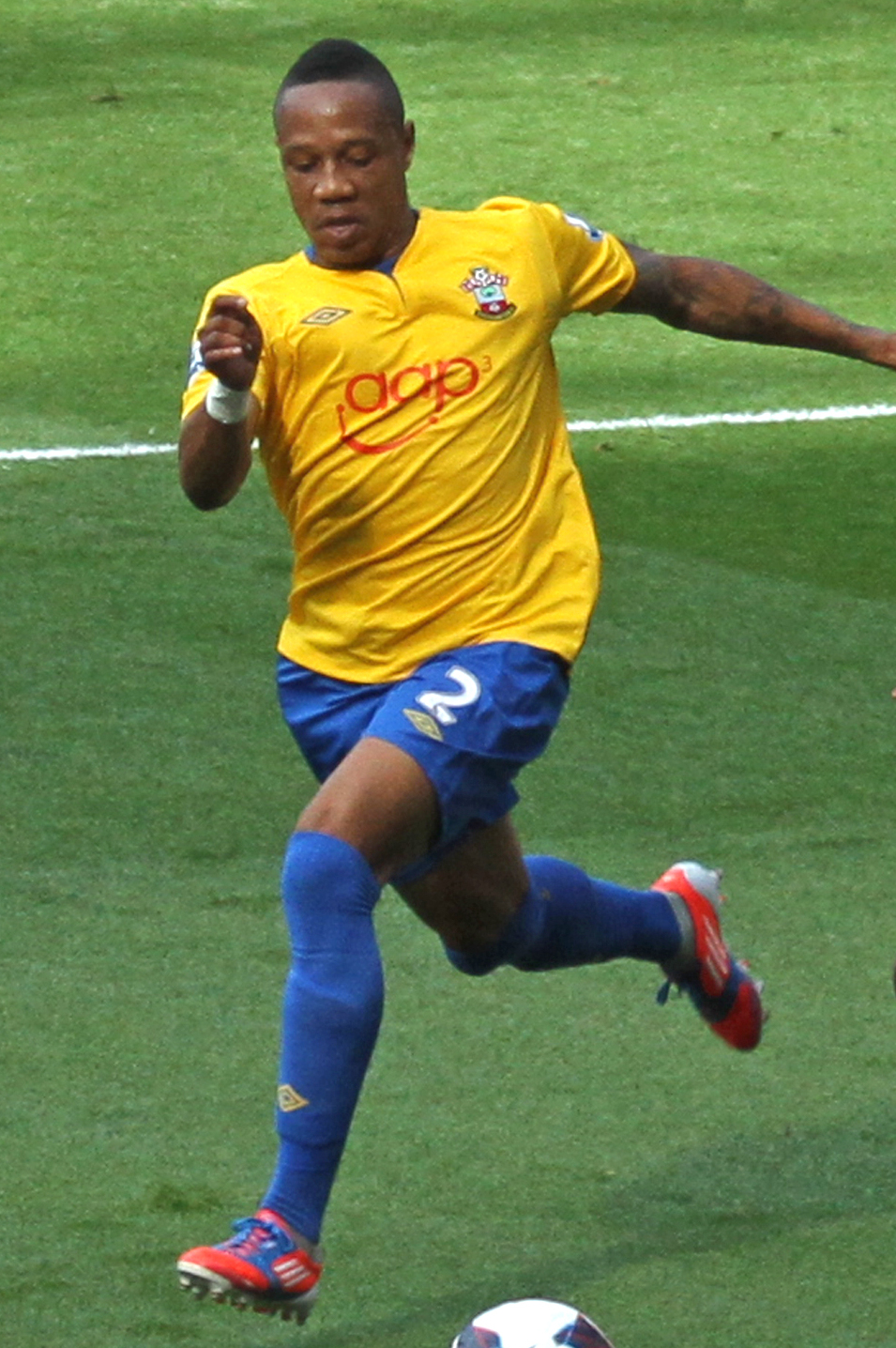
Clyne im Trikot des FC Southampton (2012)

Clyne unterzeichnete beim FC Southampton einen Vierjahresvertrag und am 19. August 2012 feierte er bei Manchester City (2:3) sein Debüt in der Premier League. Rund einen Monat später gelang ihm beim 4:1-Heimsieg gegen Aston Villa der erste Treffer in der höchsten englischen Spielklasse. In den folgenden Jahren etablierte sich Clyne in der aufstrebenden Mannschaft des FC Southampton, die sich ab der Saison 2013/14 sogar überraschend in der oberen Tabellenhälfte etablierte. Dank seiner konstant guten Leistungen entwickelte er sich dazu zum englischen Nationalspieler und einem auch bei englischen Spitzenklubs begehrten Transferobjekt.

#### FC Liverpool
Zur Saison 2015/16 wechselte Clyne zum FC Liverpool. In seiner ersten Saison war er unter Brendan Rodgers und dessen Nachfolger Jürgen Klopp Stammspieler auf der Rechtsverteidigerposition. Er absolvierte 33 Premier-League-Spiele (alle von Beginn), in denen er ein Tor erzielte. In der Europa League verpasste Clyne lediglich ein Gruppenspiel und kam auf dem Weg in das Finale, in dem man sich dem FC Sevilla geschlagen geben musste, zu 14 Einsätzen (alle von Beginn). Auch in der Saison 2016/17 war Clyne unter Klopp Stammspieler und absolvierte 37 Ligaspiele (alle von Beginn). In der Vorbereitung auf die Saison 2017/18 erlitt er eine Rückenverletzung, mit der er bis Ende März ausfiel. Während seiner Abwesenheit etablierte sich Trent Alexander-Arnold als Rechtsverteidiger. Clyne absolvierte lediglich 3 Ligaeinsätze (2-mal von Beginn). Der FC Liverpool erreichte das Finale der Champions League, in dem man Real Madrid unterlag. Clyne kam in der Champions-League-Saison jedoch nicht zum Einsatz. Auch in der ersten Hälfte der Saison 2018/19 erhielt Alexander-Arnold von Klopp den Vorzug als Rechtsverteidiger. Clyne kam daher nur zu 4 Ligaeinsätzen (ein Mal von Beginn).

#### AFC Bournemouth und Rückkehr nach Liverpool
Anfang Januar 2019 wechselte Clyne bis zum Saisonende auf Leihbasis zum Ligakonkurrenten AFC Bournemouth. Er kam bis zum Saisonende unter dem Cheftrainer Eddie Howe auf 14 Ligaeinsätze (13-mal von Beginn). In seiner Abwesenheit gewann der FC Liverpool die Champions League.
Zur Saison 2019/20 kehrte Clyne nach Liverpool zurück. In der Vorbereitung zog er sich beim Testspiel gegen Borussia Dortmund einen Kreuzbandriss zu. Er kam daher in der gesamten Saison zu keinem Pflichtspieleinsatz. Der FC Liverpool wurde erstmals seit 1990 englischer Meister.

#### Rückkehr zu Crystal Palace
Im Oktober 2020 kehrte Nathaniel Clyne zu Crystal Palace zurück.

### In der Nationalmannschaft
Zwischen dem 8. September 2009 und dem 27. Juli 2010 bestritt Nathaniel Clyne neun Länderspiele für die englische U19-Nationalmannschaft. Vom 18. bis 30. Juli 2010 nahm er mit England an der U-19-Fußball-Europameisterschaft 2010 in Frankreich teil und bestritt alle vier Spiele, ehe England im Halbfinale mit 1:3 an Spanien scheiterte. Am 10. November 2011 debütierte er in der englischen U21-Nationalmannschaft beim 5:0-Heimsieg über Island und bis Juni 2013 bestritt er insgesamt acht Partien für den U-21-Nachwuchs.
Sein Debüt für die englische A-Nationalmannschaft fand am 15. November 2014 im Rahmen der Europameisterschaftsqualifikation gegen Slowenien statt. Die Partie endete mit einem 3:1-Erfolg und Clyne bildete mit den Innenverteidigern Gary Cahill und Phil Jagielka sowie Kieran Gibbs auf der linken Seite die Vierer-Abwehrkette der „Three Lions“. Anlässlich der Euro 2016 in Frankreich absolvierte er eine Partie in der Gruppenphase gegen die Slowakei. Beim 0:0 bereitete er sieben Torchancen seiner Mannschaft vor – eine Rekordausbeute, die kein anderer englischer Spieler mehr bei einem Endrundenturnier seit 1980 erreicht hatte. Es blieb aber sein einziger Einsatz im Team, das im Achtelfinale gegen Island ausschied.

## Titel/Auszeichnungen
- PFA Team of the Year: 2012 (Championship)